# Dormentes
Dormentes is een gemeente in de Braziliaanse deelstaat Pernambuco. De gemeente telt 16.462 inwoners (schatting 2009).
De gemeente grenst aan Afrânio, Petrolina, Lagoa Grande, Santa Cruz en Santa Filomena.